# Simón Vélez

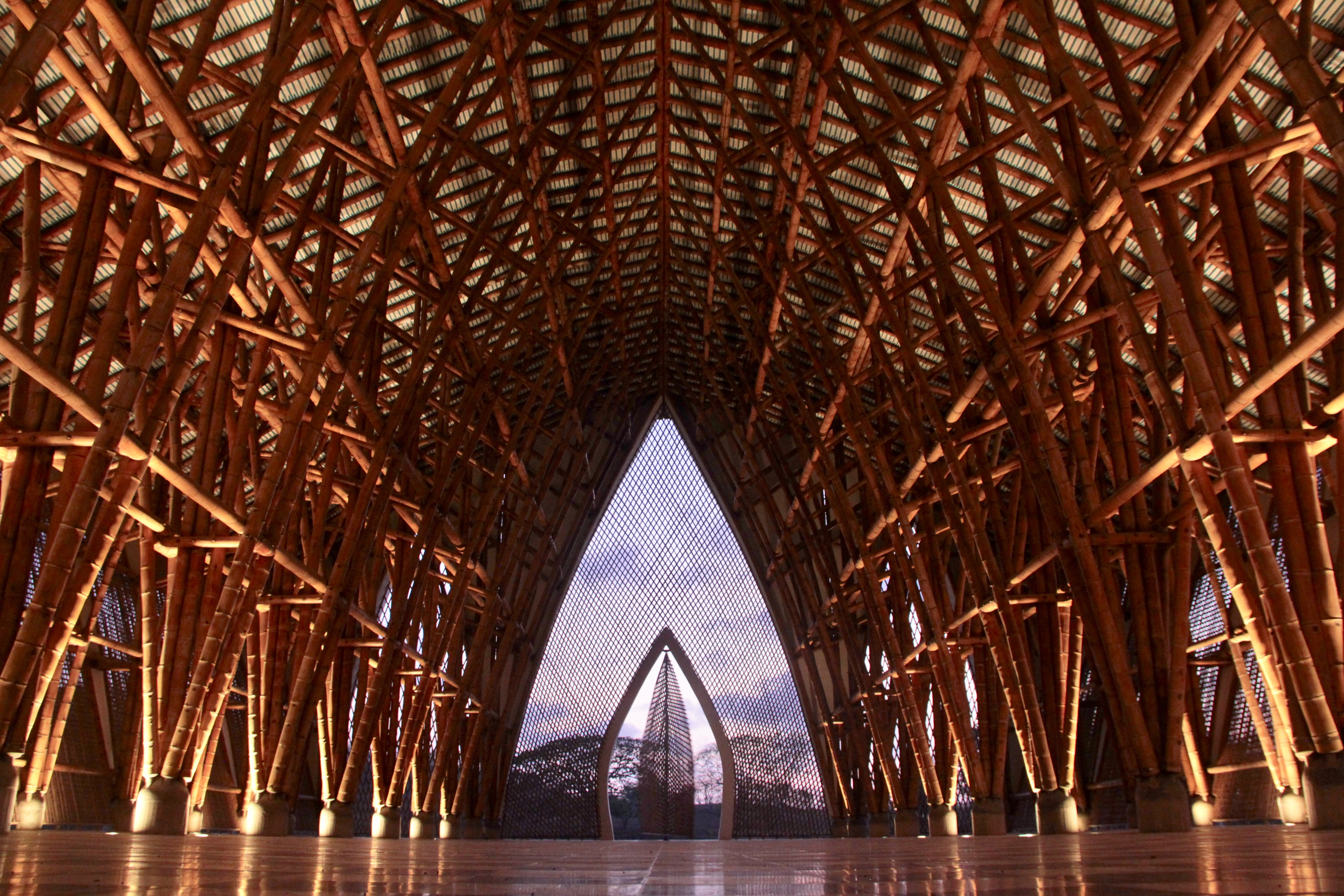
Dreischiffige Halle aus Bambus in Pereira, Kolumbien, als temporärer Kirchenraum während der Restaurierung der beim Erdbeben 1999 beschädigten katholischen Kathedrale.

Simón Vélez (* 2. Februar 1949 in Manizales) ist ein kolumbianischer Architekt.
Von 1968 bis 1975 absolvierte er an der Universidad de los Andes in Bogotá ein Architektur- und Kunststudium. Seit Mitte der 1980er verwendet er Bambus als Baustoff.
Er war eingeladen vom Vitra Design Museum und Centre Georges Pompidou.
Zur EXPO 2000 entwarf Vélez den ZERI-Pavillon (zero emission research initiative) mit 40 Metern Durchmesser und 17 Metern Höhe. Er wird als „Papst der Bambusarchitektur“ bezeichnet.
Mit dem Nomadic Museum (Januar – April 2008 in Mexiko-Stadt) entwarf er die größte Bambus-Struktur.

## Werke
- Grow your own House. Simon Velez and Bamboo Architecture. Vitra Design Museum, 2013 (englisch/deutsch)

## Auszeichnungen
2009 erhielt Simón Vélez den mit 100.000 € dotierten Großen Prinz-Claus-Preis der Niederlande.